# Tatiana Fírova

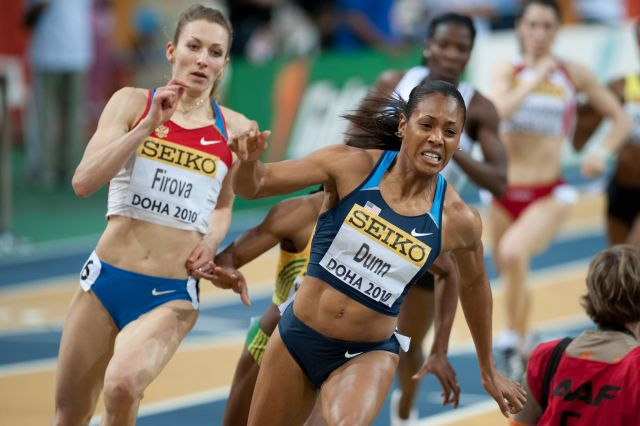
Tatiana Fírova (izquierda) en 2010.

Tatiana Pávlovna Fírova (en ruso: Татьяна Павловна Фирова nacida el 10 de octubre de 1982 en Sarov) es una atleta del sprint rusa. Firova ganó la medalla de plata en los 4 × 400 m relé en los Juegos Olímpicos de 2004, 2008 y 2012. Dos años más tarde, en los Mundiales en pista cubierta en Doha 2010, terminó segunda detrás de la atleta estadounidense Debbie Dunn en los 400 metros, obteniendo su primera medalla de plata en el mundial individual. Ella ganó los 400 metros en los Campeonatos de Europa en Barcelona en el verano de 2010.